# 積田加代子
積田加代子（6月8日—）是日本的女性聲優，東京都出身。曾隸屬於Production Ace，現為自由身。

## 人物
興趣是欣賞音樂與舞棒。
曾是聲優團體「Anisoni∀」的成員。

## 演出作品
※粗體字為主要角色。

### 電視動畫
2011年
- R-15（霧線蘭[3]）

2012年
- 槍械少女！！（ごっさん）※網路先行配信
- 蝦掰天文社 公立海老栖川高中天悶社（女子B、學生會1、小孩〈女子〉）※網路先行配信

2013年
- 學生會的一存 Lv.2（女子2）※2012年網路先行配信
- 約會大作戰（葉櫻麻衣）
- 問題兒童都來自異世界？（亞莎、精靈）

2014年
- 約會大作戰II（葉櫻麻衣）
- LOVE STAGE!!（拉拉路路）

2019年
- 約會大作戰III（葉櫻麻衣）

### OVA
2013年
- 問題兒童都來自異世界？〜溫泉漫遊記〜（亞莎）※小説第8卷Blu-ray同梱版

### 遊戲
2011年
- R-15 Portable（霧線蘭）

2013年
- 約會大作戰 烏托邦凜彌（葉櫻麻衣[4]）

2014年
- 約會大作戰 或守植入（葉櫻麻衣[5]）

2015年
- 約會大作戰 Twin Edition 凜緒輪迴（葉櫻麻衣[6]）

2020年
- 約會大作戰 反烏托邦蓮（葉櫻麻衣[7]）

### 電視節目
常規
- Anime DON!（東京電視台、2013年4月1日－）[8]

來賓
- VOICE ACADEMIA（BS富士，2013年11月17日）

### 歌曲
R-15片頭曲
- 
  - 作詞：仲智唯
  - 作曲、編曲：野中"正"雄一
  - 主唱：R-15♡（合田彩、福原由莉奈、柏山奈奈美、小松真奈、積田加代子、村上圓、村井理沙子、月宮美鳥）
- 
  - 作詞：仲智唯
  - 作曲、編曲：野中"正"雄一
  - 主唱：R-15乙（合田彩、福原由莉奈、柏山奈奈美、小松真奈、積田加代子、村上圓、村井理沙子、月宮美鳥、長島☆自演乙☆雄一郎）

R-15片尾曲
- 
  - 作詞：仲智唯
  - 作曲、編曲：野中"正"雄一
  - 主唱：R-15♡（合田彩、福原由莉奈、柏山奈奈美、小松真奈、積田加代子、村上圓、村井理沙子、月宮美鳥）
- 「HIRAMEKI!乙」
  - 作詞：仲智唯
  - 作曲、編曲：野中"正"雄一
  - 主唱：R-15乙（合田彩、福原由莉奈、柏山奈奈美、小松真奈、積田加代子、村上圓、村井理沙子、月宮美鳥、長島☆自演乙☆雄一郎）

### 其他
- Kids Station 23區 60天的灰姑娘（名前未決定）

## 外部連結
- 事務所官方簡歷（到2016年10月21日為止）